# 巻積雲

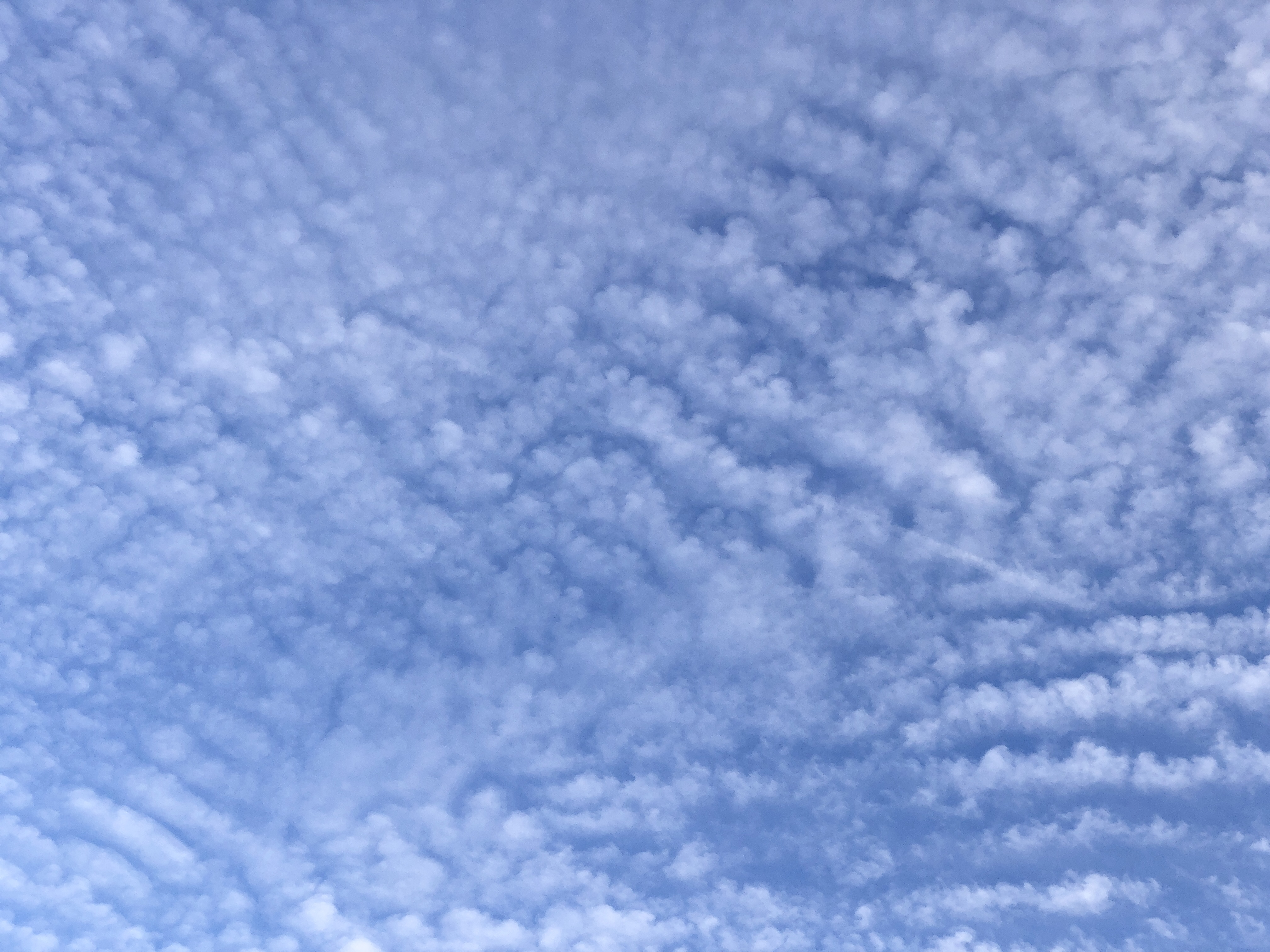
房状波状巻積雲

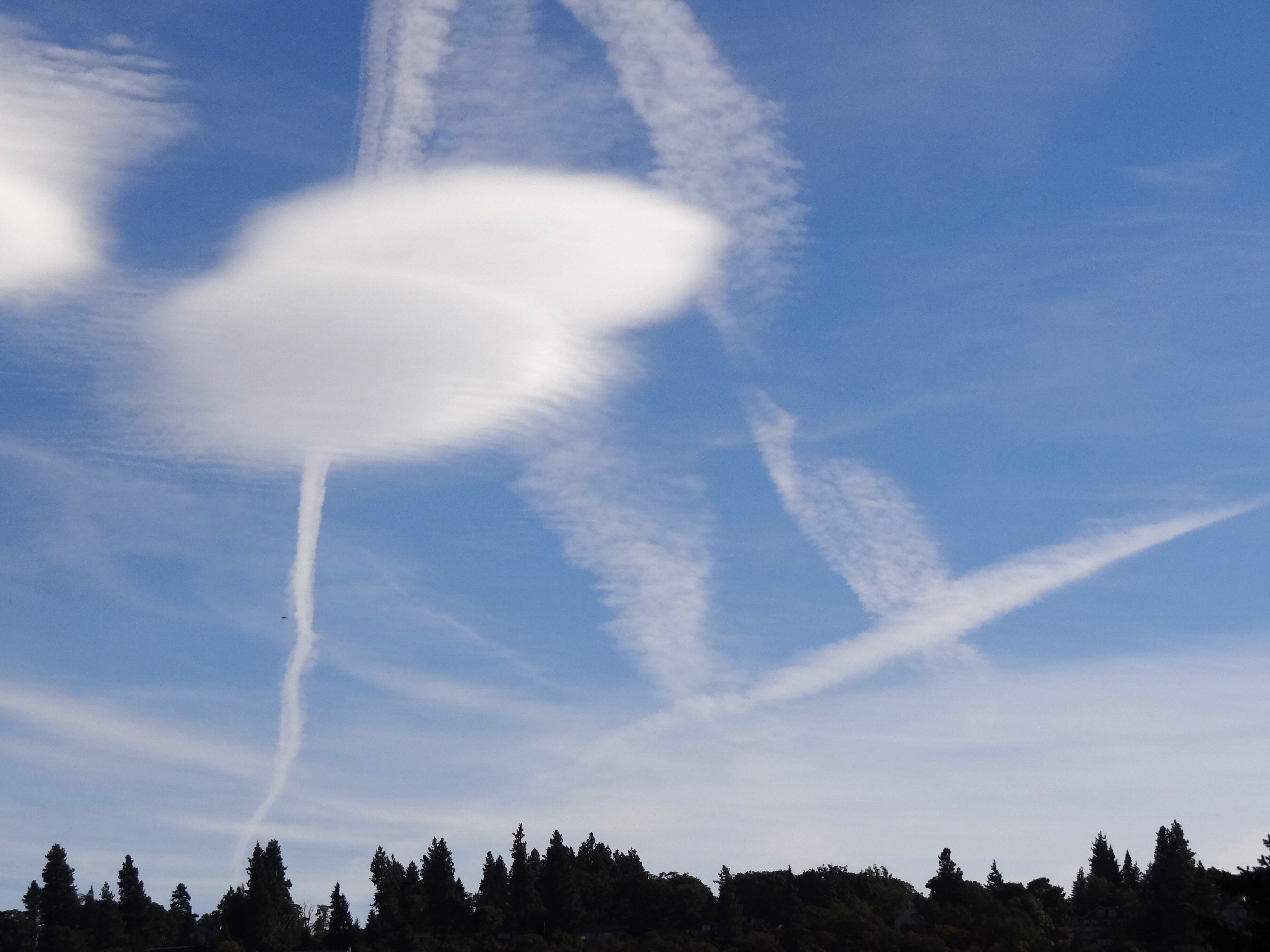
巻雲、巻層雲とレンズ巻積雲

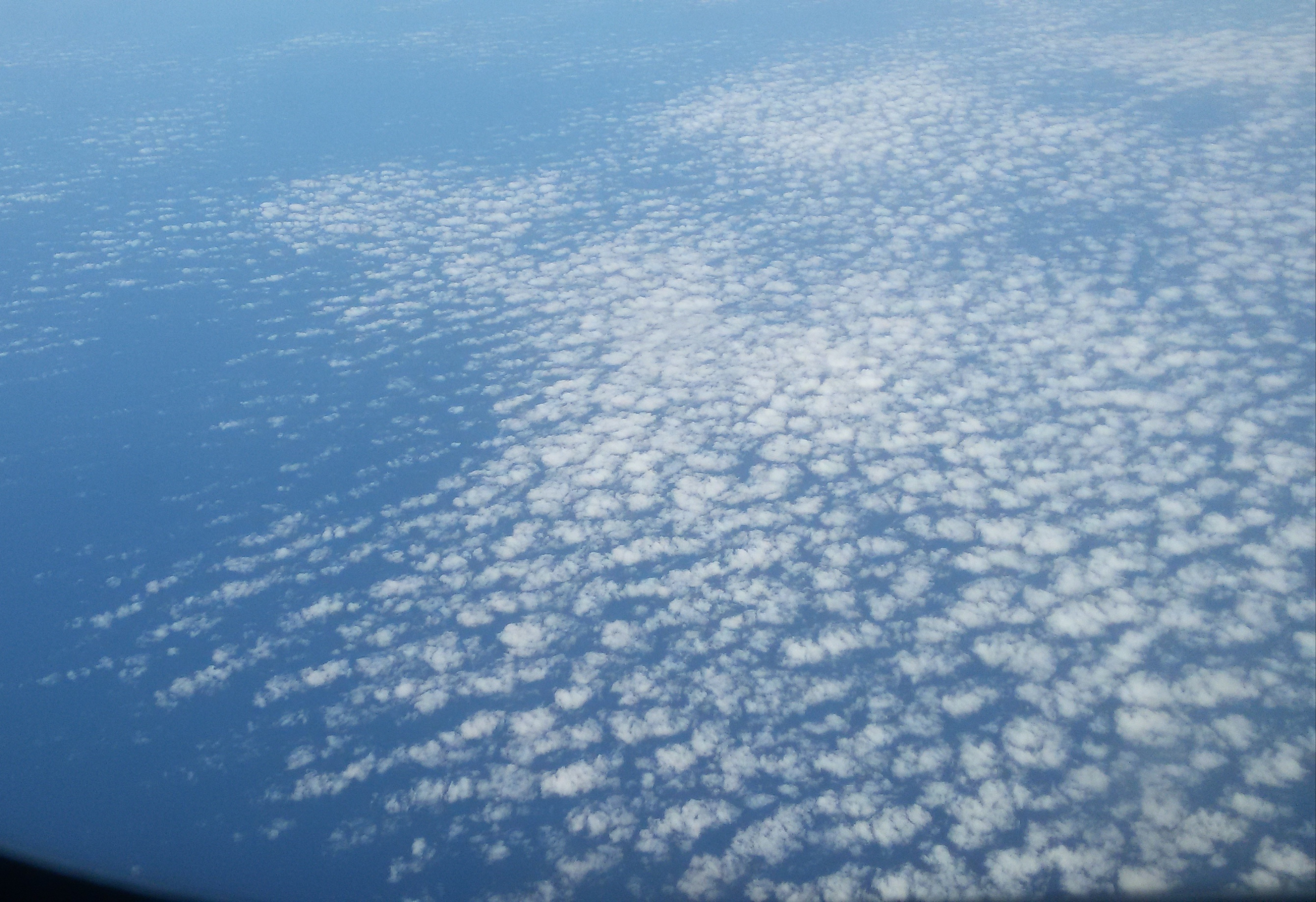
航空機から見た巻積雲

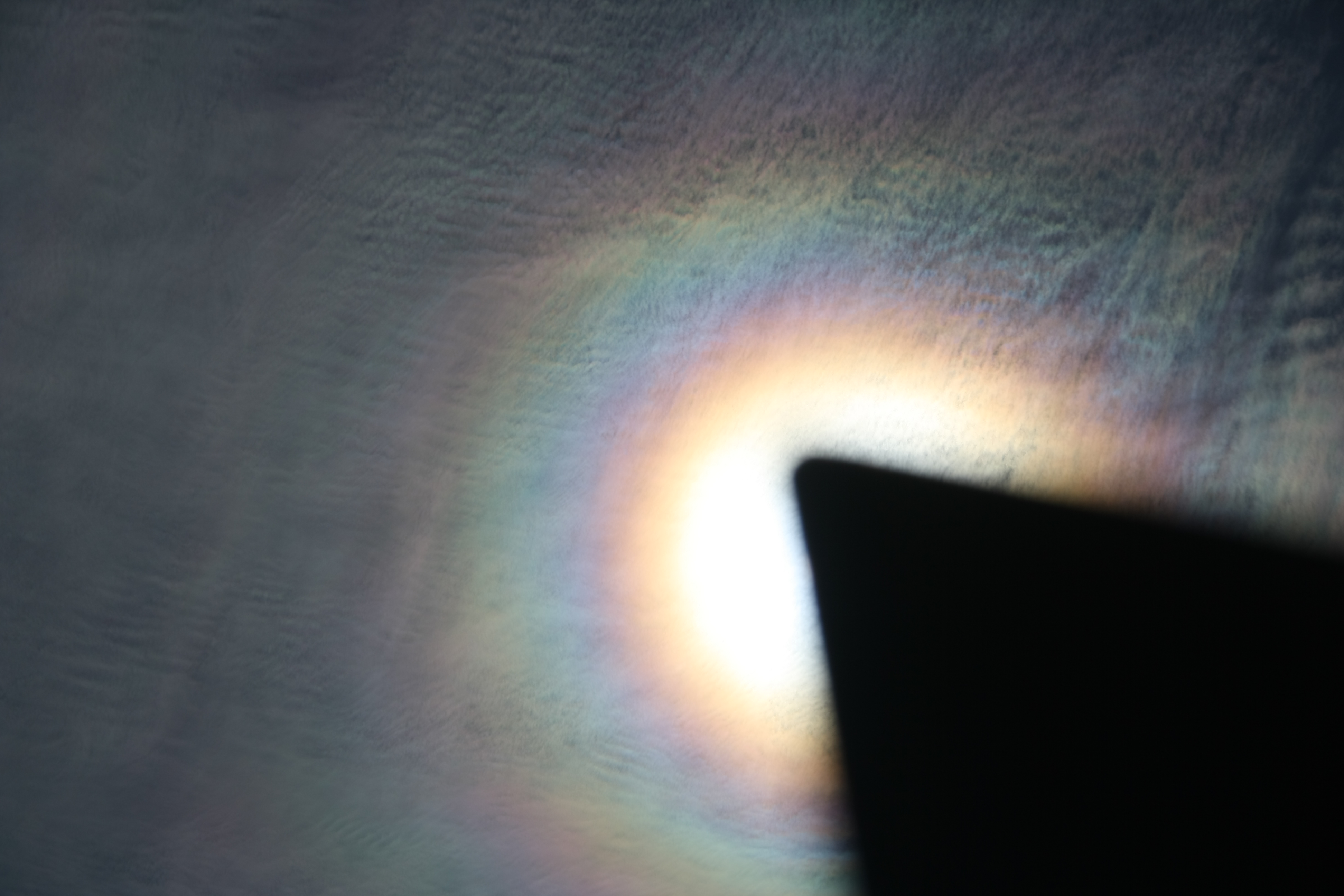
光冠が見える巻積雲

巻積雲（けんせきうん）は雲の一種。白色で陰影のない非常に小さな雲片が多数の群れをなし、集まって魚の鱗や水面の波のような形状をした雲。また、鱗雲（うろこ雲）、鰯雲（いわし雲）、さば雲などとも呼ばれる。

## 名称
上空高く高度 5 - 13 km 程度（日本を含む中緯度地域の場合）に浮かび、雲を構成する粒は氷の結晶からできている。基本雲形（十種雲形）の一つで、上層雲に分類される。ラテン語学術名は巻雲（cirrus）と積雲（cumulus）を合成した cirrocumulus（シーロキュムラス）で、略号は Cc。絹積雲 とも書く（参考：巻雲#名称）。

## 形状と出現環境
巻積雲の形は、高積雲のそれとよく似ており、判別が難しい。巻積雲と高積雲の見分け方としては以下のようなものが挙げられる。
- 雲のできる高さ（巻積雲の方が高い所にできる）[1][2]
- 一つ一つの雲の大きさ（巻積雲の方が小さい。おおむね、天空上での見かけの大きさ（視角度）が1度より小さいものを巻積雲とする）[1][2][5]
- 雲の薄さ、光の透過具合（巻積雲の方が薄く、太陽の光が透けるので、影ができない。白色に見えることが多い。）[1][2]

巻積雲は、巻雲や巻層雲から変化したり、その逆で巻雲や巻層雲に変化したりする。変化が速く、同じ形を長く保っていない。日本では、秋晴れの空に現れる、秋を代表する雲とされる。
巻積雲には4つの雲種がある。広がって空のほとんどを覆ったものを層状雲、上空の風が強い時現れるレンズのような塊型のものをレンズ雲、下から盛り上がった雲のてっぺんにあるものを塔状雲という。ひとつひとつ丸みのある房型のものを房状雲といい、互いに離れたものもあれば、くっつき融合しているものもあり、また雲からしっぽのような落下する雲粒（尾流雲）がくっつくものもある。
暈（かさ）、光冠、彩雲などの大気光学現象がみられることがある。光冠や彩雲が見える巻積雲は、過冷却水滴でできていると考えられる。
うろこのような無数の塊は、上層に温度勾配の大きい面があるなどの要因で生じ、相対的に冷たい層に接して一様に冷却されることによる穏やかな細胞状対流（ベナール対流）の産物である。上昇流の部分に雲が見え、下降流の部分に青空が見える。
台風などの変化の大きい天気に現れる。温暖前線や台風（熱帯低気圧）の接近時には巻雲の次に現れ、天気の悪化を示す。日本には「うろこ雲が出ると天気が一変する」という諺があり、漁業者などの間で伝えられてきた（観天望気）。
一方で、巻積雲が穴が開くように消散していく蜂の巣状雲の場合は下降流があることを示し、晴天の兆しのこともある。
飛行機雲が長く残った巻雲（飛行機由来巻雲）が、さらに上空の強風を受けて成長して変化し、巻積雲になることがある（飛行機由来変異雲の巻積雲）。

## 文化
俗称であるうろこ雲・いわし雲・さば雲はどれも秋の季語。無数の塊が群れる様子はサバの肌模様に似るほか、レンズ巻積雲では群れ方に粗密があって魚の群れが泳ぐようにも見える。こうしたものに見立てて俗称が付いたとも、あるいはこの雲は海が荒れる前のサバやイワシがよく獲れるときに現れるから、ともいわれる。俗称はほかに泡雲、斑雲（まだら雲）、小河原雲などもある。

## 派生する雲形
国際雲図帳2017年版の解説によると、巻積雲に現れることがある種・変種・副変種は以下の通り。
- 雲種 - 層状雲、レンズ雲、塔状雲、房状雲
- 雲変種 - 波状雲、蜂の巣状雲
- 雲副変種（部分的に特徴のある雲） - 尾流雲、乳房雲、cavum[注 2]